# Popillia suturalis
Popillia suturalis är en skalbaggsart som beskrevs av Lin 1980. Popillia suturalis ingår i släktet Popillia och familjen Rutelidae. Inga underarter finns listade i Catalogue of Life.